# Tu-126

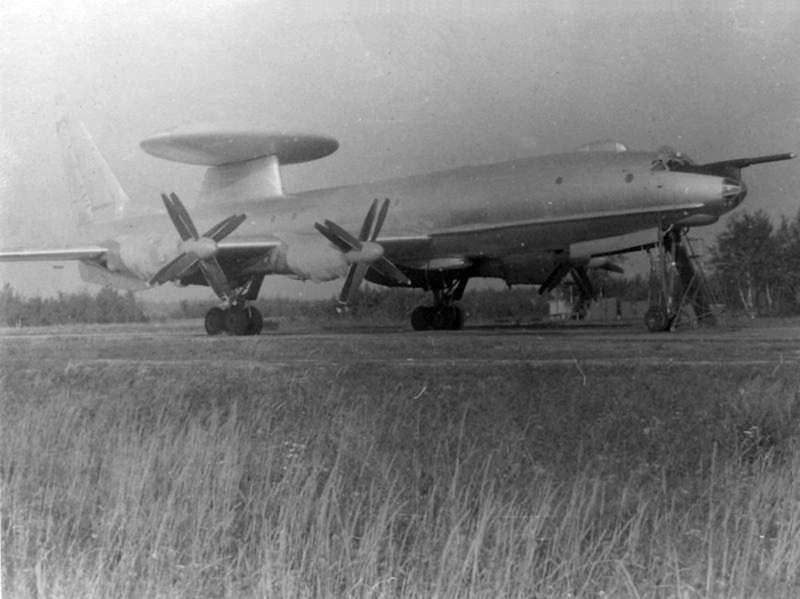
Tupolev Tu-126.

El Túpolev Tu-126 (producto "L" (Liana), según códigos de la OTAN: Moss-"musgo") fue el primer avión espía soviético de largo alcance. Su misión era la de control y alerta temprana, fue desarrollado por la oficina de diseño de Túpolev a comienzo de la década de 1960 y estuvo en servicio en las fuerzas armadas soviéticas desde 1965 hasta 1984.
El Tu-126 estaba basado en la aeronave de pasajeros Tu-114 sobre el que se montaron una serie de equipamiento radioelectrónico para la detección por radar de largo alcance de objetivos aéreos y marítimos para crear una nave de alerta temprana y control aerotransportado (AEW&C) que formaban parte del complejo de radar "Liana" íntimamente relacionado con la Defensa Aérea Soviética (PVO) y con sus aviones interceptores de largo alcance Tu-128С-4 (Tu-28-80 (ARKP)).

## Historia
El la segunda mitad de la década de 1950, uno de los períodos más calientes de la Guerra Fría, la necesidad de asegurar la paridad militar-estratégica, el llamado “equilibrio del miedo”, entre ambas partes llevaba a la mejora de los sistemas de armas ofensivos y defensivos, entre ellos, el sistema de defensa aérea.  La Unión Soviética impulsó el desarrollo de diferentes sistemas defensivos y ofensivos para compensar los desarrollos de los sistemas bélicos de la OTAN.
En ese momento, para las fronteras del norte de la URSS, los bombarderos estratégicos de la OTAN representaban la mayor amenaza. El despliegue de sistemas terrestres de defensa aérea en las condiciones del Extremo Norte requerían enormes costos de material y tiempo. Por lo que se decidió crear un sistema aerotransportado de alerta temprana (AWACS), que formara parte del sistema de defensa aérea del país. En comparación con los sistemas de defensa aérea terrestres y navales, el sistema de aéreo AWACS requería menos costos de material y tiempo, aumentaba la estabilidad de combate y flexibilidad de uso (la capacidad de volar en las direcciones más peligrosas), teniendo un rango significativamente mayor de detección de objetivos aéreos por radar desde la altura.
En 1958 el Consejo de Ministros de la URSS emite el decreto n.º 608-293 del 4 de julio de 1958 y la orden del GKAT n.º 211 del 17 de julio de 1958, que tenían como objetivo la mejora el sistema de defensa aérea de la URSS. Mediante estas acciones el OKB-156 Túpolev es el encargado del desarrollo del proyecto de crear un avión de transporte para albergar el complejo radiotécnico AWACS y también desarrollar un complejo de intercepción de largo alcance tipo el bombardero Tu-95. o la versión de gran altitud Tu-96 que debería tener las siguientes características de;
- Duración del vuelo: de 10 a 12 horas.
- Techo práctico:  8000÷12000 m.
- Rango de detección de objetivos aéreos en el hemisferio delantero para objetivos del tipo: MiG-17 - 100 km, IL-28 - 200 km, 3M - 300 km.
- Rango de transmisión de información: 2000 km.

La fecha límite para el desarrollo del avión AWACS y el complejo de intercepción de largo alcance para las pruebas de vuelo conjuntas se estableció en el primer trimestre de 1961. Los desarrolladores del equipo del complejo AWACS son: NII-17, OKB-373, NII-25 y NII-101.  La oficina de diseño OKB-156 Túpolev fue la responsable de todo el diseño.
Inicialmente, se elaboró una variante del avión basada en el bombardero estratégico Tu-95. El trabajo de investigación se llevó a cabo durante dos años y en 1960 se decidió no utilizar el Tu-95 como base optando por el avión de transporte de pasajeros Tu-114, mucho más adecuado para acomodar una gran cantidad de equipos y una numerosa tripulación.

### Período previo del diseño
A finales de 1958 la oficina de desarrollo OKB-156 Túpolev editó los requisitos tácticos y técnicos actualizados para el complejo AWACS que se estaba desarrollo. Estos requisitos fueron aprobados por el comando de la Fuerza Aérea el 9 de abril de 1959 y por el comando de defensa aérea el 2 de septiembre de 1959. Se estudió la posibilidad de instalar un sistema de radar "Lago" para el rastreo de rastreando objetivos aéreos y marítimos pero se vio que los espacios de para ello de los bombarderos Tu-95, Tu-96 y avión de pasajeros Tu-116  eran escasos para el volumen de equipamiento que se necesitaba montar. Los técnicos de la OKB-156, bajo la dirección de SM Yeger, optó por la opción de realizar el montaje en el avión de pasajeros Tu-114 que tenía un volumen de utilización mucho mayor.
Junto a las necesidades de espacio había que resolver otros problemas técnicos relevantes como la refrigeración del equipamiento electrónico, el acceso para dar servicio de inspección y reparación del equipamiento electrónico tanto en tierra como en el aire, mantener dos turnos completos de servicio tanto en funciones de radio como de tripulación de la nave (cada uno El turno tiene 12 especialistas que trabajan con el complejo (operadores) y lo atienden en vuelo) debido a la larga duración de las misiones y al aumento en el conjunto de equipos objetivo.
Según el diseño preliminar, el avión AWACS basado en el Tu-114 tenía los siguientes parámetros de diseño: 
- Velocidad máxima de vuelo: 825 km/h.
- Velocidad de crucero: 650 ÷ 700 k /h.
- Alcance práctico con reabastecimiento de combustible:  11.000 km.
- Tiempo de merodeo en la vuelta de 2000 km: 3 horas.[5]

Sin embargo, debido a la extensión de las pruebas estatales del Tu-114, se insistió durante algún tiempo en utilizar el complejo Tu-95 como portador, y continuó la búsqueda de la ubicación óptima de los vehículos.

### Período de diseño del proyecto
El 30 de enero de 1960, tras aprobar las características generales del avión AWACS basado en la aeronave Tu-114, se comenzó el diseño en detalle del proyecto que recibió el nombre de "producto L" y se puso como responsable del mismos a Nikolái Ilich Bazenkov quien había sido el diseñador principal de aviones de la familia Tu-95/114. 
Se determinó la base del complejo de alerta temprana y control aerotransportado (AWACS) formado por el radar tipo "Liana" que era una variante del radar terrestres P-30. Se definieron sus características principales, principalmente las referidas a sus dimensiones y peso, necesarias para decidir su ubicación en el avión, así como el diseño de la alimentación del sistema y el carenado del sistema de antena. Los trabajos recayeron en la sección " Kuibyshev" de OKB-156 en la planta n.º 18 y estuvieron bajo la dirección de Alejandro Ivánovich Putilov. Participaron en ellos diseñadores y tecnólogos de la planta n.º 18, empresas y organizaciones de la Empresa Estatal de Transporte y Restauración, e industrias relacionadas.
Basándose en la aeronave Tu-114 se procedió a la modificación del espacio interno del fuselaje realizando una redistribución de espacios y cambiando varios sistemas y equipos. La cabina de la tripulación de vuelo se mantuvo prácticamente sin cambios, solamente se añadieron equipos suplementarios en el espacio destinado al navegador y se abrieron salidas de emergencia para la tripulación que se situaron, uno a través de la escotilla en el nicho de la pata delantera del tren de aterrizaje (en su posición extendida) y otro a través de la escotilla de emergencia en el piso del primer compartimento. Se redujo el número de ventanillas laterales y se dividió en seis compartimentos la cubierta superior mediante mamparos. En el primer compartimento se ubicaron, el ordenador de a bordo, los puestos de operación y parte del sistema del radar "Liana"; en el segundo compartimento se dejó de reserva para ubicar equipamiento adicional; en el tercer compartimento se ubicó el puesto del artillero que manejaba de forma remota, mediante una mira de televisión,  los dos cañones tipo AM-23 situados en una torreta en popa junto al radar de observación "Krypton"; en el cuarto compartimento se dedicó al descanso de la tripulación; en el quinto compartimento se instaló parte del sistema de radar "Liana" y en el sexto departamento se ubicaron los equipos del sistema de radio Kristall. Sobre el quinto departamento se ubicó un potente pilón vertical sobre el fuselaje, a una altura de 2,6 m, en el que se hallaba el radomo en forma de hongo de la unidad de antena de radar con un diámetro de 11 m y una altura de 2 m que giraba la antena del radar a una velocidad angular de 10 revoluciones por minuto para proporcionar, de esta forma, una barrido circular. Los pilares del pilón vertical se hallaban dentro del quinto compartimento del avión. Tanto el carenado como el pilón eran accesible mediante escotillas para realizar labores de mantenimiento e inspección del sistema de la antena del radar.
En la cubierta inferior se colocaron parte de las unidades de los sistemas de la aeronave y equipos de contramedidas electrónicas (REP). Debajo del fuselaje, en el área del quinto compartimento, se planeó instalar un carenado para radiadores de refrigeración de líquido y aire, lo que garantiza el funcionamiento normal de las unidades de radar Liana a la temperatura óptima. 
Para compensar las distorsiones aerodinámicas producidas por la hoja de vórtice generada por el pilón del fuselaje y el carenado del radar se añadió una gran quilla vertical debajo de la sección de cola del fuselaje. La aeronave fue equipada con un sistema de reabastecimiento de combustible aire-aire que le permitía aumentar los periodo de vuelo.
La propuesta inicial para la instalación de la gran antena giratoria del radar era que esta girara dentro del radomo que estaba elevado sobre el fuselaje del avión mediante el pilón. Tras realizar un estudio del sistema "pilón-radomo-antena" Alejandro Ivánovich Putilov propuso la solución más sencilla de hacer que toda la estructura "pilón-radomo-antena"  girara. Esta propuesta fue cuestionada por el diseñador jefe de OKB-156 - AN Túpolev ya que no había cojinetes de un diámetro de 1200 mm estándar pero finalmente, tras discutirlo largamente, se adoptó dicha solución. Esa solución ya se había planteado anteriormente en EE. UU. seis años antes del vuelo del Tu-126 (y el trabajo, incluido el trabajo de diseño, comenzó en mediados de los años 50), en 1956, Grumman E-2 Hawkeye voló en el otoño de 1960, dos años antes que el Tu-126. Los primeros proyectos de instalaciones de radares en aviones se realizaron al final de la Segunda Guerra Mundial.
El 30 de mayo de 1960 se publica el segundo Decreto del Consejo de Ministros de la URSS en referencia al proyecto,  el decreto n.º 567-230 y el 10 de junio de 1960 se da la orden del GKAT n.º 217 donde se definen los requisitos del mismo 

Para garantizar la construcción en la planta No. 18 del Kuibyshev CHX de acuerdo con la documentación técnica de la OKB-156 con sistema de radar  "Liana" a bordo, un conjunto de unidades para esta aeronave para realizar las pruebas estáticas según lista acordada con la OKB-156, y tres radomos de antena de la estación de radar de alerta temprana de aeronaves "Liana" .../...  La OKB-156 traslado a la planta No.18 la documentación técnica del avión Tu-126 entre junio y agosto de 1960. Antes del 5 de junio de 1960 se debía de transferir a la Planta N° 18 la documentación técnica de las antenas "Liana" NII-17. La Planta N° 18 de la OKB-156 debía de contar con aviones Tu-126 para pruebas de vuelo antes de agosto de 1961 y las pruebas estáticas debían de realizarse antes del cuarto trimestre de 1960.

La Planta N° 23 se encargó de suministrar a la Planta N° 18 los tres radomos para el montaje de las antenas de la estación de radar "Liana" y en enero de 1961 la SCRE entrega el equipamiento del sistema  "Liana". El Ministerio de Defensa se hacía cargo del costo del avión y de toda la operación...

En esos mismos documentos determinaron los desarrolladores del equipo y las fechas de entrega, así como algunas nuevas características técnicas. La OKB-156 debía proporcionar: coordinación general de la interacción entre empresas relacionadas, desarrollar una opción para instalar equipos de designación de objetivos para submarinos en el Tu-126, determinar el lugar para la prueba conjunta del complejo AWACS y garantizar su presentación para pruebas de vuelo conjuntas sobre el cuarto trimestre de 1961. El primer prototipo Tu-126 voló el 23 de enero de 1962. 
El Decreto del Consejo de Ministros de la URSS n.º 567-230 del 30 de mayo de 1960 determinó que el desarrollo de todo el sistema se realizará por la
Oficina de Diseño Design Bureau AN Túpolev y la Planta n.º 18 en Kuibyshev. El diseñador jefe asignado fue Alexander Ivanovich Putilov.
Del 7 al 12 de diciembre de 1960, en una reunión de la comisión de maquetas, presidida por el subcomandante de aviación de defensa aérea, el coronel general Podolsky, se aprobó lo siguiente: el diseño del fuselaje y la composición del equipo. Teniendo en cuenta las excelentes (en ese momento) características declaradas del radar "Liana" con un rango de detección de objetivos aéreos de entre 100 y 350 km, dependiendo del tamaño del objetivo; un rango de detección de objetivos marítimos, tipo crucero, de hasta 400 km; un rango de transmisión de datos desde la aeronave de control al puesto de mando de defensa aérea y el puesto de mando naval de hasta 2000 km.
Los requisitos tácticos y técnicos especificados para el complejo AWACS fueron:
- Garantizar la eliminación de líneas de intercepción a una distancia de 1000 km de la costa, para objetivos con una velocidad de vuelo de 900 km/h como bombarderos  B-52,  B-47, "Volcano", "Valiant" y "Victor".

- Garantizar la interacción del complejo AWACS con el complejo de interceptación de largo alcance Tu-28-80 (Tu-128S-4), respectivamente: incluir un oficial de guía en la tripulación.

- Asegurar, en el tiempo táctico establecido (teniendo en cuenta la velocidad de vuelo declarada), la creación de líneas de detección garantizada de enemigos aéreos y marítimos para todas las direcciones dadas, incluidas las altas latitudes, donde es imposible desplegar radares terrestres y en zonas marítimas donde, teniendo en cuenta las condiciones meteorológicas, es difícil el despliegue de sistemas de alerta temprana a bordo de buques.

- Para garantizar un aumento en los indicadores de estabilidad de combate, equipando un avión AWACS con medios efectivos de protección contra el impacto de misiles balísticos y de crucero con sistemas de búsqueda pasiva diseñados para destruir radares estacionarios en funcionamiento.

- Para garantizar la interrupción del seguimiento del complejo AWACS por parte de los sistemas de defensa aérea enemigos pasivos (en el modo de operación de diseño de los sistemas del complejo AWACS), alternando períodos del modo de radiación activa del radar "Liana" con períodos de silencio de radio ( periodos de operación de solo equipos de inteligencia electrónica).

- Para garantizar el cumplimiento de las tareas para el reconocimiento de las formaciones de ataque de portaaviones, con la salida de los cazas enemigos con base en portaaviones (teniendo en cuenta la velocidad de vuelo declarada bastante alta).

- Cambiar la colocación de puestos de trabajo para el equipo de radio, con el fin de garantizar la posibilidad de aumentar su tamaño (excepto los operadores de radar, introducir puestos de trabajo para el jefe del complejo, operadores de sistemas RTR y transmisión de datos de telecodificación, técnicos y mecánicos del complejo para trabajos de reparación operacional en vuelo.[9][10][11]

Además de los cambios destinados a cumplir con los TTT anteriores, se instaló un carenado para cabezas de astrosextante sobre el primer compartimiento del fuselaje y se tomaron medidas constructivas para garantizar la protección biológica de la tripulación de la fuerte radiación de la estación de radar "Liana".
La construcción del primer prototipo experimental del avión AWACS se llevó a cabo en la planta n.º 18 bajo la supervisión directa de la rama Kuibyshev de la OKB-156 y bajo la supervisión general de la OKB-156 principal. Toda la documentación de diseño se preparó con urgencia y se transfirió a la Planta n.º 18.
En el otoño de 1961, se completó la construcción del primer prototipo del Tu-126 (número de serie 68601, en varios documentos, pasado bajo el número 61M601).

### La primera etapa de prueba
En enero de 1962, comenzaron las pruebas de fábrica del primer Tu-126 experimental, N. V. Lashkevich fue nombrado jefe del equipo de prueba de la OKB-156 y V. M. Korolev fue nombrado su adjunto. El 23 de enero de 1962, el prototipo Tu-126 realizó su primer vuelo. La tripulación estuvo formada por el piloto I. M. Sukhomlin como comandante de la nave, Lipko como copiloto, Rudnev e Iksanov como navegantes y Dralin como ingeniero de vuelo. Los primeros siete vuelos de prueba se realizaron desde el aeródromo de la factoría y en ellos fueron instalados los de equipos de maquetas de la estación de radar "Liana" en la aeronave para determinar las características de vuelo. El octavo vuelo fue un vuelo al aeródromo de Lukhovitsy (región de Moscú), donde se instaló un radar operativo en el avión y comenzó la primera etapa de pruebas conjuntas de fábrica y estatales, que duró hasta el 8 de febrero de 1964. 
General Podolsky encabezó la Comisión Estatal para probar el Tu-126. El programa para la primera etapa de pruebas conjuntas tuvo en cuenta la gran cantidad de pruebas de desarrollo completadas por la aeronave experimental Tu-114, por lo que para el Tu-126, la tarea principal de las pruebas fue refinar el radar "Liana" y verificar la interoperabilidad de equipos electrónicos. El complejo radioelectrónico aerotransportado, creado utilizando válvulas termoiónicas, no tenía análogos en la URSS en términos de complejidad, y fue desarrollado de forma desinteresada de los ingenieros y científicos que trabajaron en el mismo.
Entre 1962 y 1963 el Tu-126 experimental se mostró en dos ocasiones a los principales líderes políticos y militares soviéticos en el aeródromo de Kubinka.

### La segunda etapa de prueba
Entre el 8 de febrero de 1964 y noviembre de 1964 se realizó la segunda etapa de las pruebas conjuntas estatales. En ellas se determinaron en su totalidad las características de rendimiento y las características de estabilidad y controlabilidad de la aeronave. Se evaluó la capacidad de comunicación e interacción con los puestos de mando situados en tierra o en el mar,  la fiabilidad de la transmisión de información, las acciones conjuntas con las fuerzas y medios de defensa aérea, la posibilidad de detectar objetivos aéreos a gran altura sobre las aguas del mar de Barents y el mar de Kara, así como la selección de objetivos sobre la tierra y sobre las capas de hielo.
En mayo de 1964 se mostró a L.V. Smirnov, representante del complejo militar-industrial y al ministro de defensa de a URSS un Tu-126 experimental en Akhtubinsk.
Las pruebas estatales del Tu-126 tuvieron que cumplir los estrictos requisitos técnicos de la Fuerza Aérea que se exigían para cualquier diseño, bien fuera de nueva planta o basado en uno existente. También todo lo referente al complejo radioelectrónico que portaba, previsto para una verificación obligatoria de la lista completa de características de rendimiento. Este trabajo fue confiado a un equipo de prueba separado del Instituto de Investigación de Aviación Civil de la Fuerza Aérea, formado durante el trabajo de la comisión de maquetas, bajo el liderazgo del coronel M. G. Kononov y su adjunto, ingeniero de vuelo de prueba, D. G. Matvienko. Los principales pilotos de pruebas militares fueron: G. M. Barkhatov, V. I. Kuznetsov, V. V. Dobrovolsky, I. K. Vedernikov quien realizó una serie de vuelos de prueba como comandante de tripulación en un Tu-126 experimental, entre otros famosos pilotos probadores.
El 24 de mayo de 1964, después del vuelo del Tu-126 experimental a Vladimirovka, comenzaron los estudios a gran escala de sus características de vuelo y las características de estabilidad y controlabilidad. En el pilotaje, el Tu-126 era bastante "estricto", el carenado del radar oscurecía la quilla, creando una resistencia adicional, lo que reducía el alcance, imponiendo restricciones en el rango de modos de vuelo. El radomo del radar (que pesaba alrededor de 12 toneladas y tenía 11 m de diámetro) provocó un cambio en el centrado y el enfoque de la aeronave desplazándolos hacia atrás, lo que (en comparación con el Tu-114) provocó un cambio en las características de estabilidad y control en el canal longitudinal y condujo a un cambio en el rendimiento.
La fuerza de arrastre aerodinámica del carenado del radar creaba un momento de cabeceo que variaba en magnitud (dependiendo de la velocidad), lo que dificultaba el equilibrio de la aeronave. El carenado del radar ("Mushroom") afectó negativamente, bajo ciertas condiciones, a las características de despegue y aterrizaje del avión que se volvió dinámicamente inestable: inmediatamente después de que se retractaron los flaps, el Tu-126 cayó en cabeceo durante algún tiempo. La resistencia frontal adicional del "Mushroom" condujo a una reducción del alcance de la aeronave, a una disminución de su velocidad máxima de vuelo a gran altura a 805 km/h (100 km/h menos que la del Tu-95). Al alcanzar la velocidad máxima, la aeronave comenzaba a temblar, pero se mantuvo la controlabilidad. Rendimiento reducido a bajas altitudes: tuvo que reducir significativamente la punto de velocidad máxima permitida. Si para el Tu-95 la velocidad indicada (correspondiente al punto velocidad máxima permitida) era 630 km/h, para el Tu-114 pasó a 580 km/h, y para el para el Tu-126 a 530 km/h.  El aumento en la masa del fuselaje y el equipo en su interior, en comparación con el Tu-95. La pruebas finalizaron en el otoño de 1964. En diciembre de 1964, se completaron las pruebas estatales del primer Tu-126 experimental.

### Producción
El 27 de noviembre de 1963 se ordena, mediante la orden n.º 275 del complejo militar-industrial el inicio de la producción en serie del TU-126. La producción se realiza en la planta n.º 18 en Kuibyshev. En abril de 1965 entra oficialmente en servicio. 
La aeronave tipo AWACS TU-126 es adoptado por las Fuerzas de Defensa Aérea de la URSS tras la orden dada el 30 de abril de 1965 mediante el decreto n.º 363-133 del Consejo de Ministros de la URSS, la orden n.º 075 del 15 de mayo de 1965 del MAP y la orden n.º 041 del Ministerio de Defensa.
En el período comprendido entre 1965 y finales de 1967, la planta n.º 18 produjo ocho Tu-126 en serie:
- en 1965 - 2 unidades. (n.º 65M611 y 65M612).[20]
- en 1966 - 3 unidades. (n.º 66M613, 66M621 y 66M622)[20].
- en 1967 - 3 unidades. (n.º 67M623, 67M624 y 67M625)[20].

Se entregaron tres aeronaves (n.º 65M611, 66M613 y 66M621) sin equipo ECM, en la parte trasera del fuselaje solo tenían restablecedores de chaff.
Los aviones n.º 65M612 y comenzando con el n.º 67M622 se produjeron con una sección de cola extendida del fuselaje, en la que, además de la paja, la estación REP del set SPS-100 "Reseda" fue puesto. Teniendo en cuenta el alargamiento del fuselaje, el área de la cresta de la aleta ventral se reduce algo.
La producción en serie continuó hasta 1968, se construyeron un total de 8 aviones.

## Operación
El 20 de mayo de 1966, en el aeródromo Monchegorsk, en el Óblast de Múrmansk en el norte de la parte europea de Rusia, se formó el 67.º escuadrón de aviación separado de la unidad militar AWACS 32457, que constaba de dos aviones Tu-126. Escuadrón estaba subordinado a la central de las fuerzas de defensa aérea de la URSS. La base permanente del escuadrón se fijó en el aeródromo de Šiauliai en la República Socialista Soviética de Lituania.  Cuando hubo suficiente número de aparatos se formaron dos escuadrones de cuatro aviones cada uno de ellos. También se entregó la primera nave experimental que quedó como reserva y no contaba con tripulación propia.
La tripulación necesaria para cada vuelo estaba formada por 6 personas: el comandante de la nave, el asistente del controlador de la nave, dos navegantes, un ingeniero de vuelo y un operador de radio de vuelo, siendo el comandante de la nave el de mayor rango y responsable de la misma. La parte de ingeniería de radio estaba formada por 6 oficiales y alféreces de las tropas de ingeniería de radio de la defensa aérea: comandante (oficial de orientación), ingeniero de sistemas y cuatro operadores. En cada vuelo, la tripulación de radio constaba de dos turnos. Si la tarea incluía el reabastecimiento de combustible, entonces la tripulación integraba a un piloto, un navegante y un ingeniero de vuelo adicionales.
Se desarrolló un programa especial de curso de entrenamiento de combate que se denominó KBP-L-69. El programa incluía el desarrollo de las siguientes tareas: realización de radar y reconocimiento electrónico de señales en las aguas del mar de Kara, mar de Barents y mares Bálticos, orientación de interceptores de largo alcance sobre objetivos aéreos en fronteras distantes (noroeste de Novaya Zemlya) y seguimiento de objetivos marítimos. Con la expansión del área de vuelo para reconocimiento naval del Tu-95 RC, se eliminó la tarea de rastrear objetivos navales reales de las tripulaciones del Tu-126, limitándose a entrenar en caravanas aleatorias. La guía automática de los interceptores Tu-128 no funcionó de una forma eficiente, solo fue posible apuntar manualmente hasta 10 aviones para 10 objetivos.
En la práctica, el Tu-126 resultó ser capaz de resolver dos tipos de tareas: la detección y seguimiento de objetivos aéreos y el reconocimiento electrónico de señales.
Las rutas de vuelo iban desde Šiauliai a través de Leningrado y Arjánguelsk hasta el área de Novaya Zemlya o a través de la península de Kola hasta el área de la Tierra de Francisco José. La segunda ruta estaba en el mar Báltico, en el área de aproximadamente de Gotland. A veces se realizaron vuelos a lo largo de la frontera occidental de la URSS hasta el mar Negro. La duración total del vuelo sin repostar era de hasta 8,5 horas, llegando a veces a las 9 horas.
El aeródromo operativo para el escuadrón era la Base aérea de Olenya, también llamado Olenegorsk, al sur de la península de Kola. Todos los veranos, un par de Tu-126 volaban desde allí. Las tripulaciones de los Tu-126 interactuaron con los interceptores Tu-128 del aeródromo de Rogachevo, así como con los del aeródromo de Talagi. No había "deber de combate"  permanente en el escuadrón. Todos los vuelos se llevaron a cabo siguiendo instrucciones del cuartel general del 10.º Ejército Separado de Defensa Aérea, en ocasiones a petición del mando de la Flota del Norte.
Las aeronaves tenían algunas deficiencias en el diseño que causaban incomodidades a la tripulación, aislamiento térmico y acústico deficiente tanto del ruido exterior de las hélices como de los sistemas de refrigeración del los sistemas electrónicos. También se detectaron problemas de acumuñacion de electricidad estática. Cuando se volaba sobre el mar se usaban trajes de salvamento marítimo MSK-3. Los altos niveles de radiación de alta frecuencia provocó problemas de salud tanto para las tripulaciones como para el personal de tierra.
El Tu-126 estuvo en operación hasta el año 1985 cuando fue sustituido, paulatinamente, por el avión Beriev A-50 «Shmel» que entró en servicio en 1984. Las aeronaves Tu-126 se mantuvieron, aún fuera de servicio, hasta 1990 cuando fueron desmantelados. El Beriev A-50 «Shmel» montaba un radar "Bumblebee" que se probó en un TU-126 que se trasladó desde Šiauliai a la planta de Taganrog el 25 de agosto de 1985 y se le denominó Tu-126LL (A). Esta nave se convirtió en "laboratorio de volador". Este aparato, que estuvo en servicio hasta 1990, no se desmanteló y quedó almacenado en el Instituto de Investigación de Vuelo que lleva el nombre de M. M. Gromov más conocido como "LII" y se desmanteló en 1995.

## Características del diseño
Las diferencia principal con el Tu-114 consistía en la remodelación completa de la cabina de pasajeros. Toda la parte delantera y media está ocupada por panel de control de los dispositivos de radio. En la parte trasera se ubicaban los sistemas de radar, inteligencia electrónica y comunicaciones.
Los modos de búsqueda activa y pasiva se aplicaban alternativamente. La antena en forma de hongo del radar de vigilancia "Liana" se instaló en un radomo en el pilono sobre el fuselaje. El radomo radiotransparente de 11 metros giraba en vuelo junto con la antena ubicada en el interior a una velocidad de 10 rpm. Dentro del radomo había un eje con una escalera. Para reducir el efecto de la radiación de microondas en la tripulación, había una malla de protección metálica en el acristalamiento.
En la parte delantera del fuselaje había una barra receptora de combustible "hose-cone" para el reabastecimiento de combustible en el aire. En la parte inferior de la cabina había una gran entrada de aire del sistema de refrigeración para el sistema de radio. Se instaló una quilla falsa en la parte inferior de la sección de cola del fuselaje para mejorar la estabilidad direccional. La aeronave no estaba armada. Contaba con un equipo de contramedidas electrónicas SPS-100 "Reseda" y las máquinas de eyección de dipolo fueron instaladas en algunos de los vehículos en la popa.

## Datos básicos del avión Tu-126
Características generales

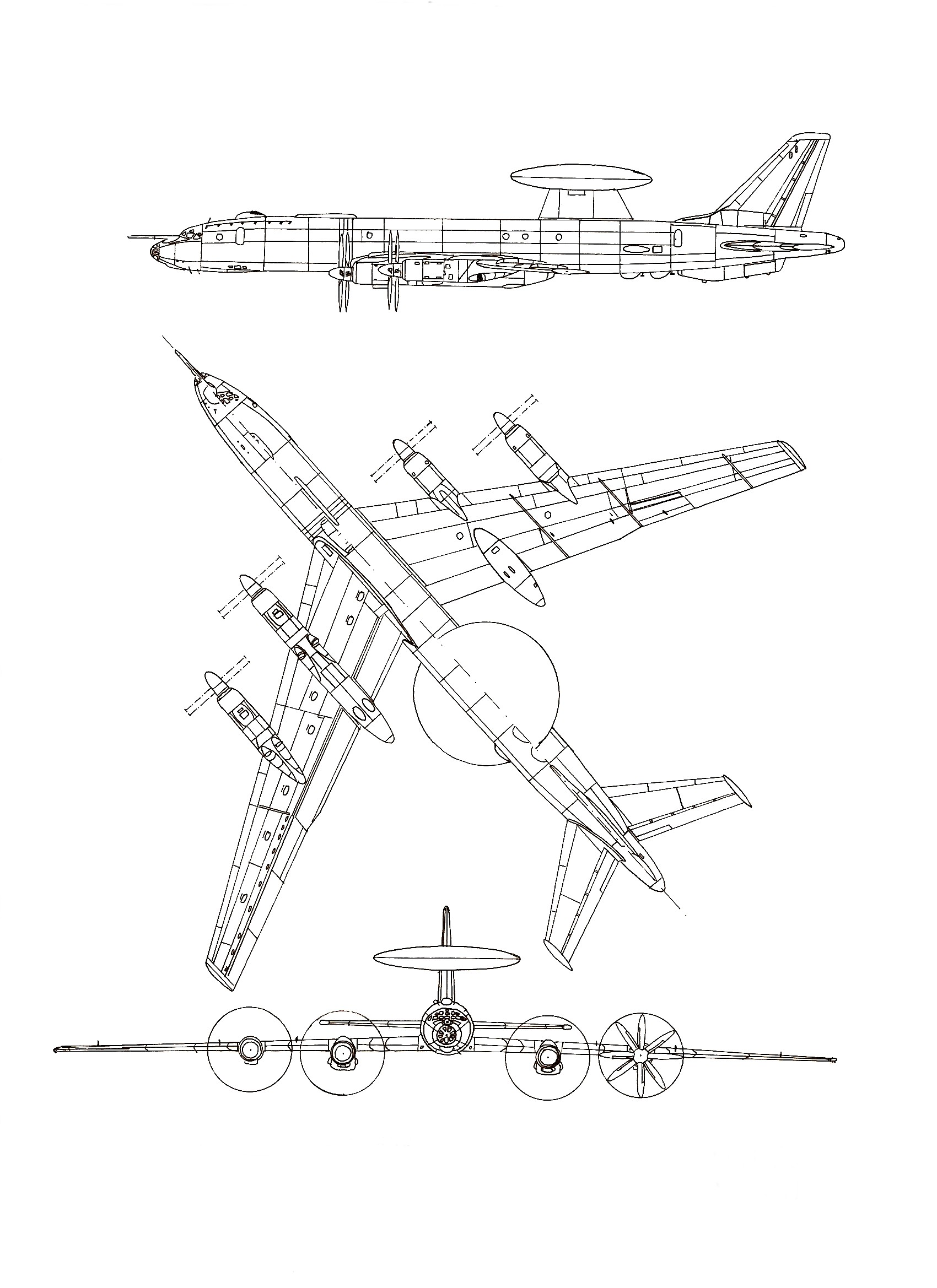
Tu-126

- Longitud: 54,1 m (56,5 m (185 pies 4 pulgadas) con sonda de reabastecimiento de combustible).
- Envergadura: 51,1 m (168 pies 8 pulgadas).
- Altura: 15,5 m  (también señalan 16,05 m (52 pies 8 pulgadas)).
- Área del ala: 311,1 m² (3349 pies cuadrados).
- Peso vacío: 103.000 kg (227.076 libras)
- Peso bruto (peso al despegue): 171.000 kg (376.990 libras)
- Planta motriz: 4 motores turbohélice de flujo axial Kuznetsov NK-12MV , 11.033 kW (14.795 hp) cada uno.
- Tipo de motores: NK-12MV.
- Hélices: contrarrotante de 8 palas.
- Tripulación:  6 tripulantes de vuelo y dos turnos de 6 tripulantes de radio cada uno.

Características de actuación
- Velocidad de crucero: entre 650 y 700 km/h (otras fuentes:  520 km/h (320 mph, 280 nudos) a 9000 m (29 528 pies)).
- Máxima velocidad a una altitud de 9.000 m: 790 km/h (490 mph, 430 nudos).
- Techo de servicio: 10.700 m (35.100 pies).
- Autonomía de vuelo práctica sin repostar: 7.000 km  (4300 mi, 3800 nmi).
- Duración práctica del vuelo con un reabastecimiento de combustible: entre 17 y 18 horas
- Potencia/masa: 0,26 kW/kg (0,16 hp/lb)